# Spatscherm

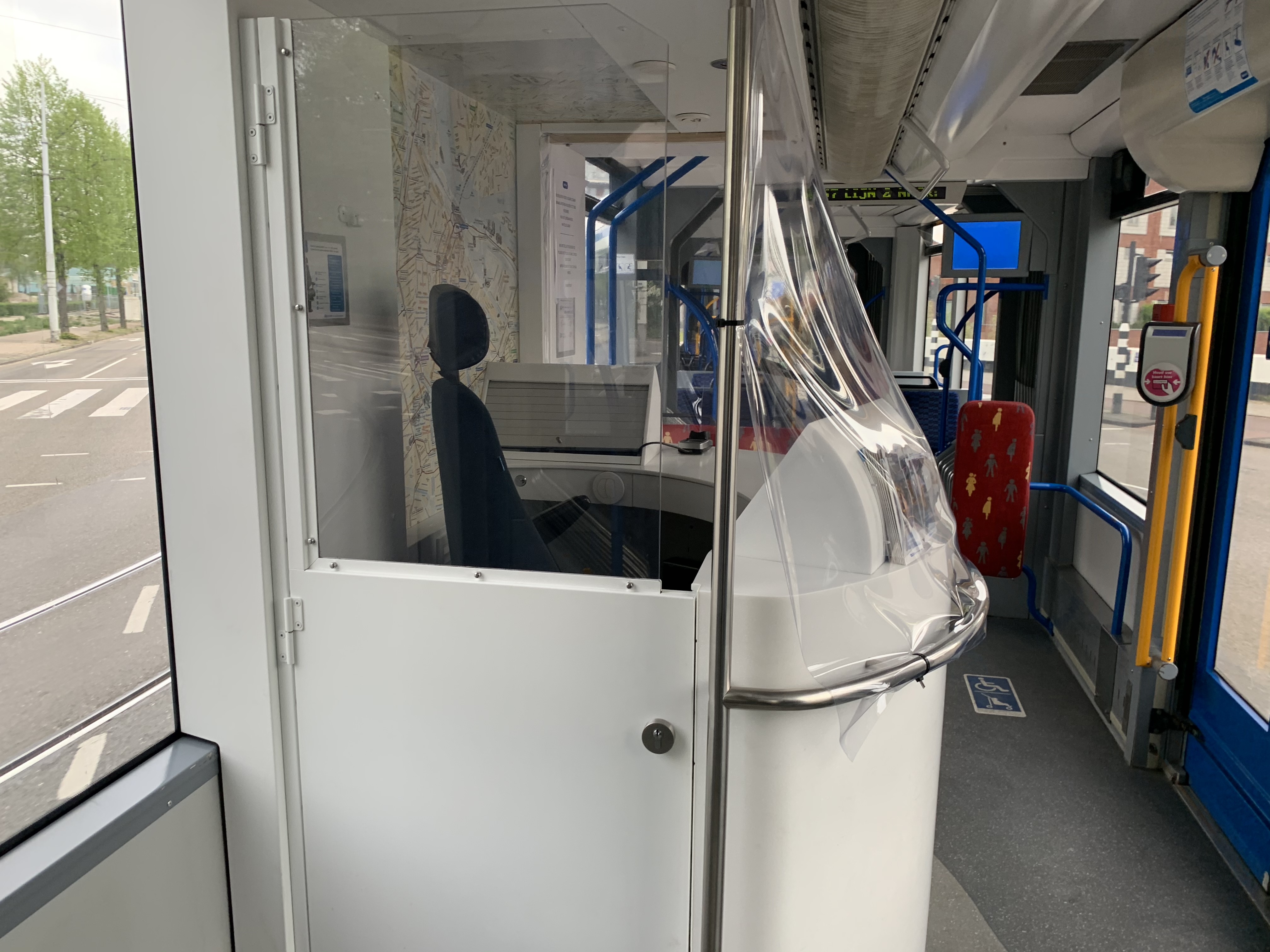
Spatscherm in een Amsterdamse tram

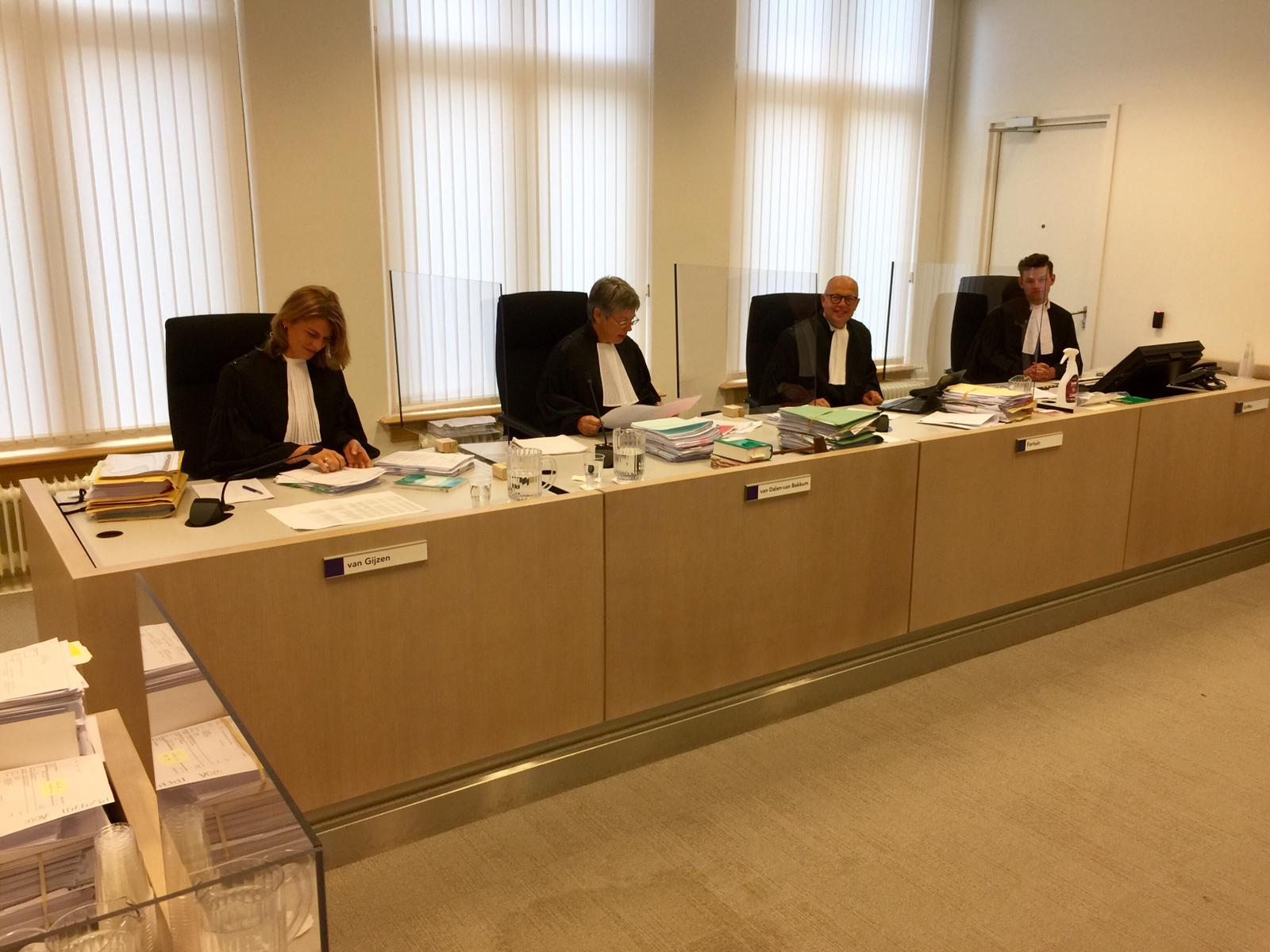
Spatschermen in een Nederlandse rechtszaal

Een spatscherm, ook wel kuchscherm of hygiënescherm, is een doorzichtige plaat ter preventie van direct contact tussen personen.
Zulke schermen zijn vaak gemaakt van polymethylmethacrylaat, maar ook polycarbonaat wordt gebruikt. Tijdens de coronacrisis werden dit soort spatschermen op tal val plekken gebruikt, waaronder ziekenhuizen, supermarkten, apotheken en het openbaar vervoer.